# 廬江話
廬江話是漢語江淮官話洪巢片中的一種地方方言，主要使用於合肥市廬江縣。

## 歷史
廬江縣地處安徽省中部巢湖南岸，北接合肥市，東與巢湖市、無為縣接壤，南與樅陽縣相鄰，西依舒城縣。廬江縣內西部、南部和中部山丘廣布，東部、北部為平原圩區。今屬合肥市，人口約120萬。

縣境春秋屬舒國，漢代曾為舒縣，三國時期分屬魏吳廬江郡。南朝梁時廬江郡屬湘州，後改屬合州。陳時為廬江郡治。隋開皇三年廢廬江郡，改合州為廬州。大業三年，恢復廬州為廬江郡，郡治移至合肥縣，改舊治廬江縣。唐代屬廬州府，兩宋屬無為軍，元代屬廬州路，明清屬廬州府。

廬江話屬淮語洪巢片，由於地處巢湖南岸，地近皖西南贛語區而較為遠離中原官話影響，相較於原廬州府治合肥的合肥話，保留了更多更為傳統的廬州方言特徵，在洪巢片內部獨具特色（如入聲分陰陽、陰平為高平調55）。

## 音系
廬江話代表點（縣城城關順港鄉）音系如下：

### 聲母
25個，包含零聲母。

p[a]　pʰ　m　f[b]　v

t　tʰ　n　l

ts　tsʰ　s　z

tʂ[c]　tʂʰ　ʂ　ʐ

tɕ　tɕʰ　ɕ

k　kʰ　ŋ　x

Ø[d]

a^ [p]、[pʰ]、[n]、[l]遇舌尖元音[ɿ]時，產生介音[z]。嚴式標音可記作[pzɿ]、[pʰzɿ]、[nzɿ]、[lzɿ]；

b^ [f]、[s]發音時，上下唇緊貼，氣流從兩側擠出；

c^ [tʂ]系聲母及[ŋ]發音部位靠前；

d^ [i]或以[i]開頭的零聲母音節，實際帶有輕微摩擦成份的半元音[j]，因不構成獨立音位，寬式可不標。

### 韻母
49個，包含自成音節的[m̩]、[ŋ̩]。

ɿ  ʅ  o[e]  ə  ɛ  ɔ  a  ei  əʏ

i  iə[f]  iɛ  iɔ  ia  iʏ 

u[g]  uɛ  ua  uei[h]

eĩ  õ  ɛ͂  ã  ən[i]  əŋ  m̩  ŋ̩  ɤʔ  øʔ  əʔ  ɛʔ 

ĩ  iõ  iɛ͂  iã  in  iəŋ  iʔ  iəʔ  iɛʔ

uɛ͂  uã  uən  uəʔ  uɛʔ

yĩ  yin  yiʔ  yəʔ

e^ [o]的實際發音介於[o]與[ɔ]之間，近於[ɷ]；

f^ 處於其他母音之前的[i]、[u]、[y]均為介音而非主母音；

g^  [u]舌位較前，不圓唇。做單韻母時，發音部位較緊，常帶有輕微摩擦，與[v]結合時，整個音節實際音值接近[v̩]；

h^ [ei]、[uei]中的韻尾實際音值為[ɪ]；

i^ [-n]實際音值稍前稍上、[-ŋ]實際音值較靠前、[-ʔ]代表緊喉動作。

## 語音特徵
據周元琳“安徽廬江方言音系”一文描述， 廬江話的語音特徵可概括如下：
- 古全濁聲母今讀清音，大體符合官話一般特徵“平送仄不送”，但仍有例外：如“步”、“族”等仄聲字今讀送氣。
- 古次濁聲母明、微二母中，明母今讀[m]，微母今讀[v]。
- 泥來母基本不分，但在不同語音環境中具有三種不同音值：止攝開口三等韻前為[nz]（如“尼”、“利”，“履”讀[ʐ]聲母除外）；遇攝三等魚韻前讀[ʐ]（如“女”、“旅”、“廬”）；在既有[i]介音又有鼻輔音韻尾或鼻化元音的韻母前讀[n]（“臨”、“年”、“娘”）。但“奶”字有三讀：讀[nɛ213]時表“老年婦女”、“妻子”、“婦女”意；讀[nɛ55]時表“祖母”意；讀[lɛ213]時表“乳房”、“乳汁”意。
- 分[ts]組與[tʂ]組兩套聲母，但區分方式同普通話、南京官話均不同。假開三精組影組字、蟹開三四的端精組和見系字、止開三的精組見系字，除“涕”、“倪”、“擬”三字例外，其餘均讀舌尖前音（如“借”、“系”、“奇”、“雞”、“衣”）；古三等莊組字除止開三的“篩”和止合三、宕開三等字外，其餘包括遇通二攝合口三等字、深臻二攝開口三等字、止開三脂之韻字、流開三尤韻字、曾開三職韻字，都讀舌尖前音，梗攝開口二等字也讀舌尖前音（“爭”、“初”、“饞”、“愁”、“事”、“生”）；知組字中，假開三知母字“爹”和梗開二知組“撐”、“拆”、“㿭”、“澤”、“宅”、“窄”、“䜺”、“摘”等十個字也讀舌尖前音。古知章組字除前面十個知組字之外，今均讀舌尖后音；遇攝合口三等精組字和見系字今均讀舌尖后音（如“徐”、“舉”、“魚”、“虛”、“余”）。
- 假效江三攝部份開口二等見系字今讀[k]系聲母。
- 古合口韻今多變成開口呼韻母。
- 同合肥話類似，舒聲字[ɿ]韻母較多。不僅能拼[ts]組，還能拼[p]、[pʰ]、[m]、[n]，其間產生介音[z]。
- 遇攝合口三等的精組見系和部份泥組字讀[u]韻。
- 部份開口一等字讀齊齒呼韻母（如“開”、“艾”、“害”、“鉤”、“厚”、“感”、“坎”等），相反，普通話中有[i]介音的假效江攝開口三等字卻讀開口呼韻母（如“家”、“丫”、“覺睡～”、“敲白讀”、“項白讀”、“巷”。
- 古鼻音韻尾只保留[-n]、[-ŋ]，且有合併或變鼻化韻的趨勢。
- 入聲韻正向舒聲韻演變。喉塞音韻尾已不明顯，多數只保留緊喉動作。少數已完全丟失喉塞音尾而併入舒聲韻（如“掠”、“削”、“腳”、“藥”、“學”等，已經併入流攝）。
- 無單韻母[y]，[ʨ]、[ʨʰ]、[ɕ]只能拼[y]以外的撮口呼韻母。普通話[y]韻字，廬江話一律讀成[u]拼[tʂ]、[tʂʰ]、[ʂ]、[z]聲母。對比合肥話中[y]變[ʮ]、黃孝片部份變[ʯ]的情況，廬江方言體現出某種過度特徵。
- [t]、[tʰ]、[n]、[l]、[ts]、[tsʰ]、[s]均不能拼[u]或以[u-]起頭的合口呼韻母，一律讀成開口呼。
- 入聲分陰陽。古清聲母入聲字和次濁聲母入聲字今多歸陰入，古全濁聲母入聲字今多歸陽入，部份歸陰入。在江淮官話寧廬方言中，唯有廬江地區的入聲韻較為傳統的保存了中古漢語入聲的二分格局，且符合“陰高陽低”的規則，保留了本地區方言的較早期面貌。[3]